# Campionati europei di 49er & 49er FX 2012
I Campionati europei di 49er & 49er FX 2012 si sono svolti a Riva del Garda, in Italia, dall'8 al 15 settembre.

## Podi
| Evento | Oro                                  | Argento                                   | Bronzo                                     |
| 49er   | Francia Mathieu Frei Yann Rocherieux | Danimarca Allan Nørregaard Anders Thomsen | Regno Unito James Peters Edward FitzGerald |

## Medagliere
| Posiz. | Nazione     | Oro | Argento | Bronzo | Totale |
| ------ | ----------- | --- | ------- | ------ | ------ |
| 1      | Francia     | 1   | 0       | 0      | 1      |
| 2      | Danimarca   | 0   | 1       | 0      | 1      |
| 3      | Regno Unito | 0   | 0       | 1      | 1      |
| Totale | Totale      | 1   | 1       | 1      | 3      |